# Calabria (eparchia)
La Calabria era un antico territorio bizantino in Italia, oggi compreso in Basilicata, Calabria e Puglia meridionale.

## Istituzione

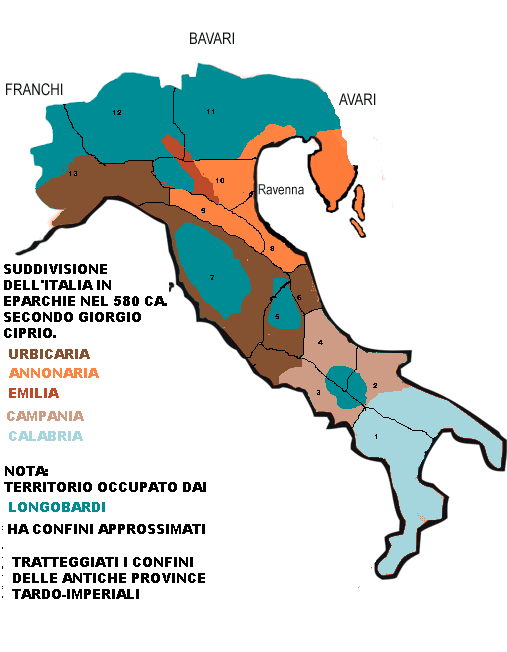
L'Italia nel 580, suddivisa in eparchie, secondo Giorgio Ciprio. Cartina basata sulla ricostruzione di PM Conti, non esente da critiche. In azzurro, l'eparchia Calabria.

La Descriptio orbis romani di Giorgio Ciprio, opera geografica redatta all'inizio del VII secolo, suddivideva in cinque province o eparchie l'Italia bizantina:
- Annonaria, comprendente i residui possedimenti bizantini in Flaminia, Alpi Appennine, Emilia orientale e nella Venezia e Istria.
- Calabria, comprendente i residui possedimenti bizantini in Lucania e in Apulia meridionale.
- Campania, comprendente i residui possedimenti in Campania, in Sannio e nel Nord dell'Apulia.
- Emilia, comprendente i residui possedimenti bizantini nella parte centrale dell'Emilia, a cui si aggiungono l'estremità sud-orientale della Liguria (con Lodi Vecchio) e l'estremità sud-occidentale della Venezia (Cremona e zone limitrofe).
- Urbicaria, comprendente i residui possedimenti bizantini in Liguria, Alpi Cozie, Tuscia, Valeria, Piceno, e l'estremo Nord della Campania.

Alcuni studiosi, ritenendo attendibile la Descriptio orbis romani di Giorgio Ciprio, hanno supposto che la suddivisione dell'Italia in cinque eparchie sarebbe stata il frutto di una presunta riforma amministrativa dell'Italia attuata intorno al 580 dall'Imperatore Tiberio II al fine di riorganizzare l'amministrazione e le difese dei territori residui minacciati dai Longobardi nella speranza di renderli in grado di respingere i loro attacchi, avendo ormai rinunciato a ogni velleità di debellarli in seguito al fallimento dei precedenti tentativi (compresa la spedizione di Baduario); tale riorganizzazione, secondo il parere di Bernard Bavant, avrebbe anticipato la riforma dell'Esarcato, che fu realizzata alcuni anni dopo.
Altri studiosi (come il Cosentino), invece, hanno messo in dubbio l'esistenza di questa presunta riforma amministrativa, considerando inattendibile la sezione relativa all'Italia dell'opera di Giorgio Ciprio sulla base del fatto che quest'ultimo, essendo molto probabilmente armeno, era verosimilmente poco informato sull'Italia e potrebbe aver tratto o dedotto la suddivisione dell'Italia in cinque eparchie da fonti disorganiche non direttamente riconducibili alla cancelleria imperiale; d'altronde, tale suddivisione dell'Italia in cinque eparchie, a dire del Cosentino, risulterebbe anche andare in contrasto con quanto riferito da fonti coeve italiche, come l'epistolario di papa Gregorio I e le epigrafi.
In ogni caso la nuova eparchia ebbe breve vita. Infatti qualche anno dopo fu abolita con l'istituzione dell'Esarcato. Gli storici moderni ritengono che ciò sia avvenuto all'inizio del regno di Maurizio I (582-602), e comunque non oltre il 584.

## Confini
Comprendeva i residui possedimenti bizantini in Lucania e in Apulia meridionale. Confinava a nord con la eparchia Campania, provincia bizantina, e a sud, est e ovest con il mar Mediterraneo. Inoltre è possibile che già in quel periodo le regioni interne più a settentrione fossero già cadute sotto il giogo del ducato di Benevento, ducato longobardo in via di formazione, che avrebbe poi conquistato gran parte dell'Italia meridionale.

## Storia
La provincia Calabria ebbe breve vita, infatti qualche anno dopo l'imperatore Maurizio I (582-602) la sostituì con il Ducato di Calabria, ormai ridottosi alla Calabria meridionale e alla Puglia meridionale, a causa delle conquiste dei Longobardi di Benevento (che avevano conquistato la parte più settentrionale della Puglia e la Basilicata).